# Thrust SSC

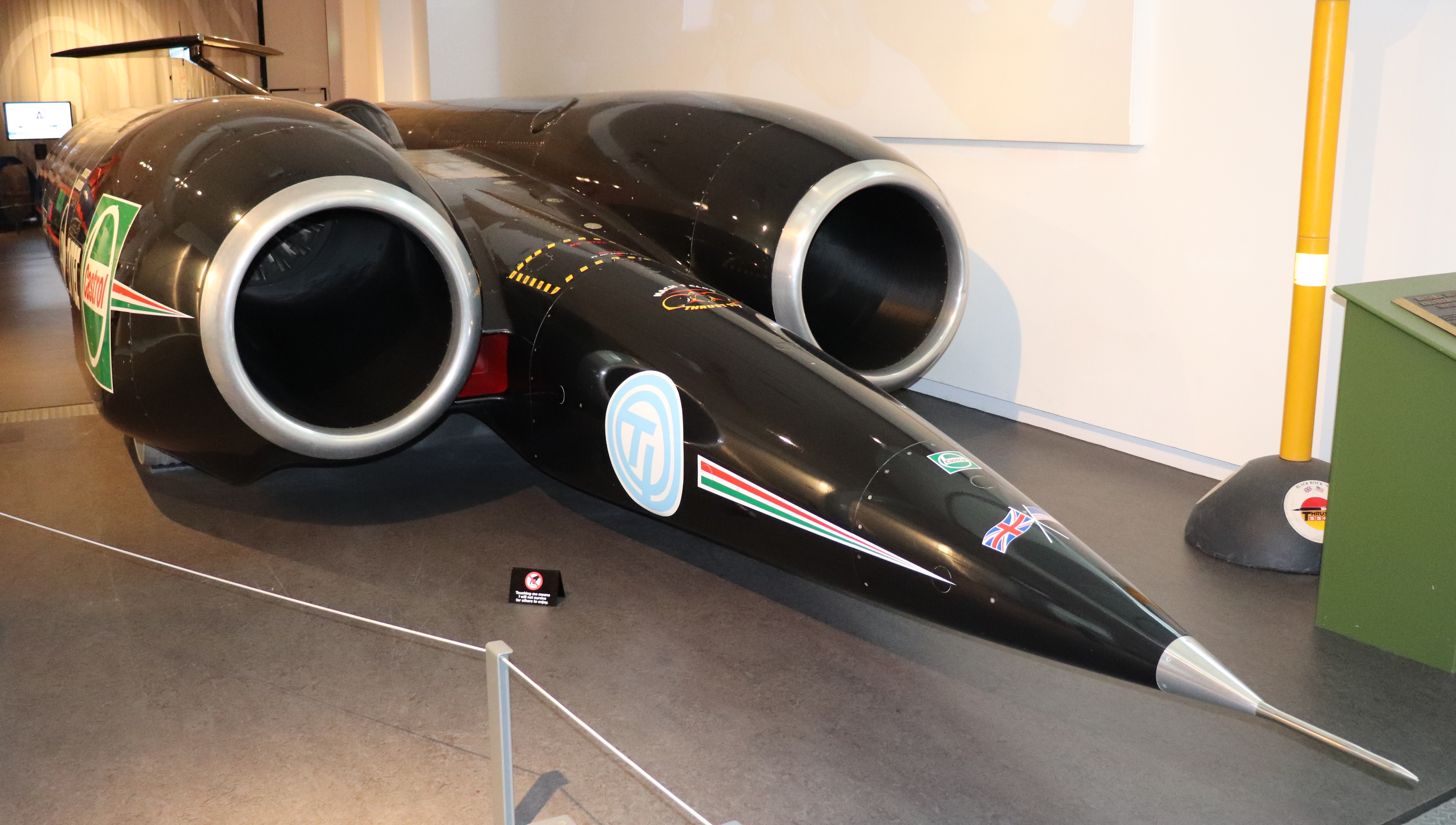

Thrust SSC (SuperSonic Car) je britský jednomístný tryskovým pohonem poháněný automobil, navržený inženýry Richardem Noblem, Glynnem Bowsherem, Ronem Ayersem a Jeremym Blissem. Vůz jako první a dosud jediný oficiálně překonal rychlost zvuku.
Thrust SSC drží rekord nejvyšší dosažené rychlosti na zemském povrchu[zdroj?], který se mu podařilo překonat 15. října 1997, když dosáhl rychlosti 1 228 km/h (763 mph). Přesněji
- Letmá míle    1227,986 km/h
- Letmý kilometr 1223,657 km/h

Stal se tak oficiálně prvním pozemním vozidlem, které překonalo zvukovou bariéru. Před ním se to podařilo 17. října 1979 automobilu s názvem Budweiser Rocket[zdroj?], rekord však nemohl být uznám pro nesplnění pravidel. Aby byl rekord oficiálně uznán musí se absolvovat dvě jízdy s časovým odstupem maximálně hodinu, v obou dvou musí být rychlost překonána, což se právě podařilo až stroji Richarda Nobla.
Privilegium řídit toto 16,5 m dlouhé, 3,7 m široké a 10,7 tuny vážící vozidlo padlo na britského bojového pilota Andyho Greena. Pokus o překonání rekordu se uskutečnil v Black Rock Desert v Nevadě, Spojené státy americké.
Pohon zajišťují dva proudové motory s forsáží Rolls-Royce Spey používané ve stíhačkách F-4 Phantom II. Motory vyvinou tah o síle 223 kN a spálí okolo 18 litrů paliva za sekundu. V porovnání s klasickou spotřebou jaká je udávána u osobních automobilů by spotřeba vycházela na 5 500 l na 100 km. Také zrychlení vozu stojí za zmínku: za 4 s na 160 km/h a na kulatých 1000 km/h se Thrust SSC dostal za pouhých 16 sekund. Kola byla zhotovena ze speciální slitiny hliníku, aby vydržela až 9 500 otáček za minutu.
Thrust SSC a jeho starší dvojče Thrust2, který také překonal rychlostní rekord v roce 1983, kdy dosáhl rychlosti 1018 km/h, jsou vystaveny v Coventry Transport Museum[zdroj?] v Anglii.